# Joséphine de Belgique
Ne doit pas être confondue avec Joséphine de Belgique (1870-1871)
Pour les articles homonymes, voir Joséphine.
Joséphine Carola Marie Albertine de Belgique, princesse de Belgique, princesse de Saxe-Cobourg et Gotha et duchesse en Saxe (née le 18 octobre 1872 au palais du comte de Flandre, à Bruxelles (en Belgique) et morte le 6 janvier 1958 au couvent Saint-Albert de Namur), est la fille de Philippe de Belgique, comte de Flandre, frère du roi Léopold II, et de la princesse Marie de Hohenzollern-Sigmaringen.
Joséphine est la sœur aînée du roi des Belges Albert Ier. Elle épouse, en 1894, le prince Charles-Antoine de Hohenzollern, avec qui elle a quatre enfants. Veuve depuis 1919, la princesse rejoint en 1935 une communauté moniale bénédictine, et prend le nom de sœur Marie-Joséphine.

## Biographie

### Enfance

La comtesse de Flandre et ses enfants, Henriette, Albert, Baudouin et Joséphine, photographiés par Jean Günther en 1878.

Joséphine de Belgique, née le 18 octobre 1872 au palais du comte de Flandre à Bruxelles, est la troisième (et seconde survivante) fille du prince Philippe de Belgique et de son épouse Marie de Hohenzollern-Sigmaringen. Elle a un frère aîné Baudouin, une sœur aînée Henriette, dont la jumelle, également prénommée Joséphine, est morte en bas âge, et un frère cadet Albert, qui deviendra roi des Belges sous le nom d'Albert Ier. En mémoire de sa sœur morte nourrisson, elle portera le prénom de Joséphine.
Tout comme son père, elle est atteinte d'une surdité précoce qui l'empêche de développer dans son entière plénitude le réel talent musical dont elle est douée.

### Mariage

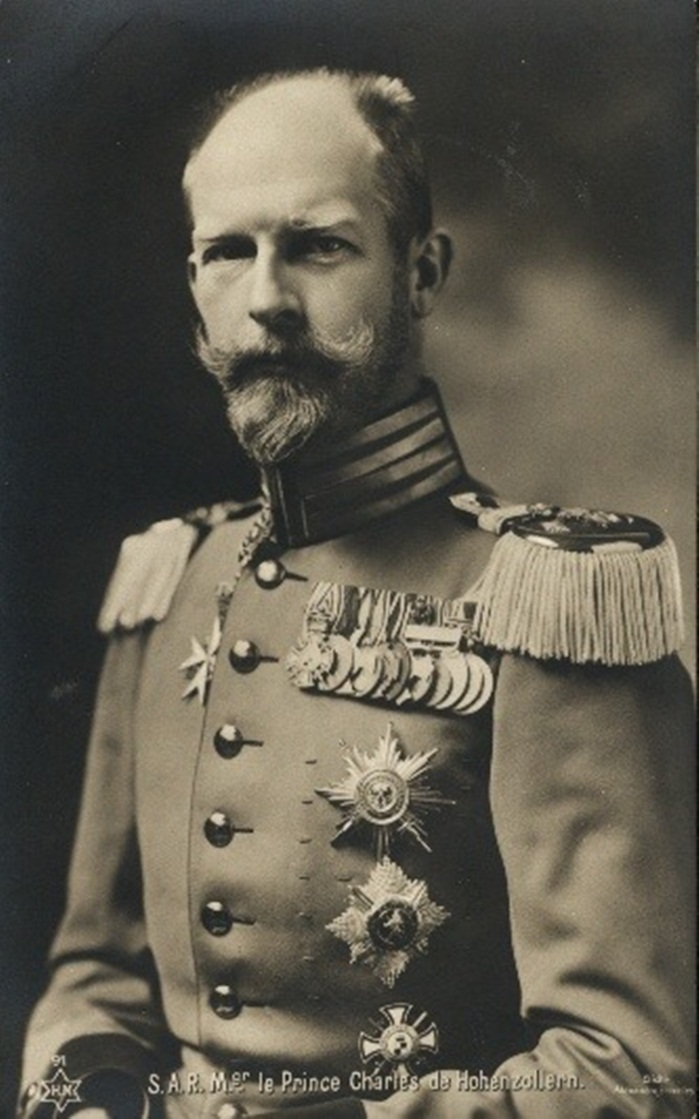
Le prince Charles-Antoine de Hohenzollern.

La princesse Joséphine épouse, le 28 mai 1894, Charles-Antoine de Hohenzollern, fils du prince Léopold de Hohenzollern (1835-1905), né prince de Hohenzollern-Sigmaringen et de l’infante Antónia de Portugal (1845-1913). Les fiancés ont un grand-père commun, le prince Charles-Antoine de Hohenzollern-Sigmaringen, qui est à la fois le père de Léopold (père de Charles-Antoine) et de Marie (mère de Joséphine). Les princes sont donc cousins germains. Le comte et la comtesse de Flandre ne sont tout d'abord pas favorables à cette union en raison des risques liés à la consanguinité chez de futurs enfants du couple avant d'accepter.
À la Chambre des représentants, le comte de Merode-Westerloo, ministre des Affaires étrangères, après avoir donné, au nom du gouvernement, connaissance du projet, dit aux députés :

« Je suis certain d’être votre interprète, Messieurs, en adressant ici nos félicitations et nos vœux à Leurs Majestés et à Leurs Altesses Royales monseigneur le comte et madame la comtesse de Flandre et tout spécialement à la gracieuse fiancée[réf. nécessaire]. »

Le Sénat, par la voix de son président, le comte t’Kint de Roodenbeke, fait parvenir au comte et la comtesse de Flandre les félicitations et les vœux de la haute assemblée :

« Je suis certain d’avoir exprimé vos sentiments [ceux des sénateurs] en disant que nous nous associons de tout cœur aux joies de la famille royale, dont chaque membre réunit à un si haut degré toutes les sympathies et toutes les affections du peuple belge.[réf. nécessaire] »

Ici, la retranscription de la lettre du comte de Flandre, adressée en réponse aux félicitations du Sénat :

« La comtesse et moi nous vous prions d’exprimer au Sénat combien nous sommes touchés et reconnaissants de la part si sympathique qu’il veut bien prendre aux fiançailles de notre fille bien-aimée. Cet heureux événement de famille, qui assure le bonheur de notre fille, lui fait cependant éprouver du regret de devoir quitter sa chère patrie ; à laquelle son cœur est profondément attaché ; aussi gardera-t-elle cette affection vive et dévouée que nous portons tous à notre chère Belgique.

 Veuillez agréer, Monsieur le président, l’assurance de la haute considération de votre affectionné, 
 
 Philippe, comte de Flandre[réf. nécessaire]. »

Le mariage a lieu le 28 mai 1894 au palais royal de Bruxelles. Les invités sont reçus dans le salon Bleu, l’un des plus somptueux du palais. Outre les dignitaires de la cour de Belgique et le monde officiel belge, assistent à la cérémonie, le feld-maréchal baron de Loë (aide de camp de l’empereur Guillaume II et commandant du 8e corps d’armée allemand à Coblence), le général Gartner (aide de camp du prince de Galles, envoyé extraordinaire de la reine Victoria), le général Vladesco (aide de camp du roi de Roumanie), le baron Watzdorf (grand-maître de la Maison du roi de Saxe), le baron d’Arnhim (grand-maréchal de la cour du prince Léopold de Hohenzollern), et nombre d’officiers d’ordonnance, de dames d’honneurs des cours de Prusse, de Roumanie, de Saxe et de Sigmaringen, et deux diplomates, le comte d’Alvensleben, ministre d’Allemagne et Bengesco, ministre de Roumanie à Bruxelles[réf. nécessaire].
Les témoins des mariés étaient :
- pour le prince, le comte d’Alvensleben et le lieutenant-colonel von Schulenberg ;
- pour la princesse, Victor Begerem, ministre de la Justice, Jules de Burlet, ministre de l’Intérieur et chef du Cabinet, le comte Henri t’Kint de Roodenbeke, président du Sénat et Théophile de Lantsheere, président de la Chambre des représentants[réf. nécessaire].

À 10 heures précises, le roi Léopold II fait son entrée dans le salon Bleu, au bras de la reine Carola de Saxe. Il porte l’uniforme de commandant en chef de l’armée belge et le grand cordon de l'Aigle noir de Prusse. Le roi est suivi du comte de Flandre, en grande tenue de lieutenant-général, et de la comtesse de Flandre dans une magnifique toilette. Ensuite, le prince Charles de Hohenzollern qui est en uniforme des uhlans de la garde, tunique bleue de roi à parements rouges à plastron blanc, épaulettes, écharpe et broderies d’argent, pantalon bleu à bandes rouges, bottes à l’écuyère en cuir verni. Il porte pour la première fois le grand cordon de l’ordre de Léopold et le collier de Hohenzollern et à l’une des boutonnières de son plastron blanc est attachée une brindille de myrte. La princesse Joséphine, elle, émue et frêle, dans un nuage de gaze et de dentelles sur satin blanc, va se placer aux côtés de son fiancé. Charles Buls, bourgmestre de Bruxelles, marie les deux fiancés et prononce la formule consacrée. Les époux princiers ayant signé l’acte de mariage, puis, après eux, les princes et témoins, le cortège se rend à la chapelle (une des salles du Palais adaptée à la circonstance et fleurie de lys et d’orchidées), où les attendit le cardinal-archevêque de Malines, Pierre-Lambert Goossens. Le prélat, après avoir adressé aux jeunes princes les vœux formés par l’Église, procède à la bénédiction nuptiale. À midi et quart, la cérémonie est terminée et le cortège regagne le palais de la rue de la Régence. À peine rentrés, les jeunes mariés viennent au balcon saluer la foule. À quinze heures, le jeune couple, s’embarque à la gare de Luxembourg pour la Suisse[réf. nécessaire].

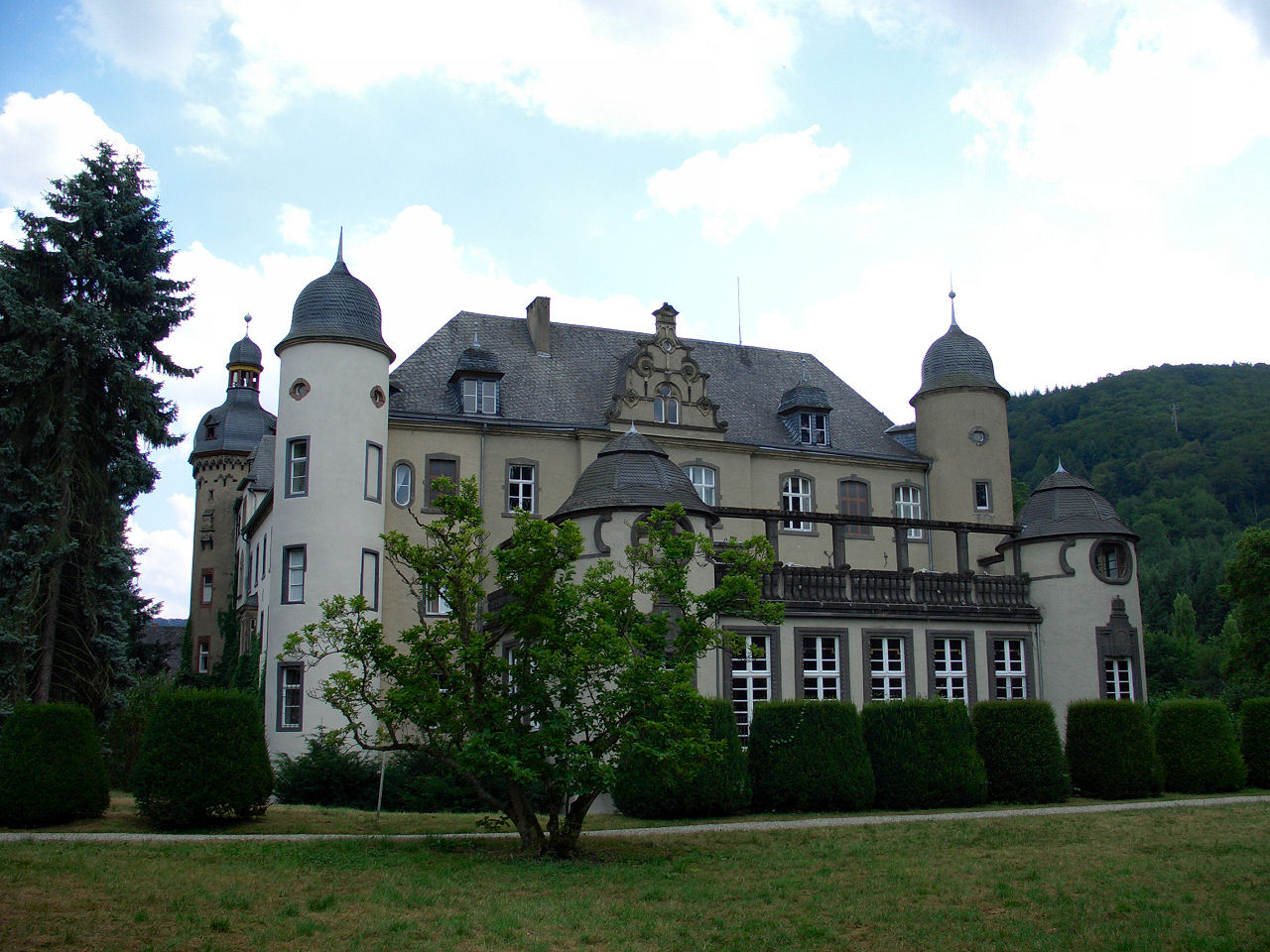
Le château de Namedy

Joséphine et son époux s'installent en Allemagne au château de Namedy, non loin de Coblence.

## Descendance
De l’union de la princesse Joséphine avec le prince Charles-Antoine de Hohenzollern naissent quatre enfants : 
- Stéphanie Joséphine Carole Philippine Léopoldine Marie, princesse de Hohenzollern (née le 8 avril 1895 à Potsdam, en Allemagne, et morte le 7 août 1975 à Dießen am Ammersee, en Allemagne), qui épouse Joseph Ernst, comte Fugger von Glott (1895-1981), le 18 mai 1920 (sans postérité) ;
- Marie Antoinette Wilhelmine Auguste Victoire, princesse de Hohenzollern (née le 23 octobre 1896 à Potsdam, en Allemagne, et morte le 4 juillet 1965 à Bolzano, en Italie), qui épouse le baron Egon Eyrl von und zu Waldgries und Liebenaich (1892-1981), le 27 novembre 1924 (quatre enfants) ;
- Albert Louis Léopold Tassillon, prince de Hohenzollern (né le 28 septembre 1898 à Potsdam, en Allemagne, et mort le 30 juillet 1977 à Bühl, en Allemagne), qui épouse Ilse-Margot von Friedeburg (1901-1988), le 11 mai 1921 (cinq enfants, dont un fils : Godehard-Friedrich) ;
- Henriette Léopoldine Wilhelmine, princesse de Hohenzollern (née le 29 septembre 1907 à Berlin, en Allemagne, et morte le 3 octobre 1907 à Berlin, en Allemagne).

## Titulature et héraldique

### Titulature
- 18 octobre 1872 — 14 mars 1891 : Son Altesse Royale la princesse Joséphine, princesse de Saxe-Cobourg et Gotha, duchesse de Saxe
- 14 mars 1891 — 28 mai 1894 : Son Altesse Royale la princesse Joséphine, princesse de Belgique, princesse de Saxe-Cobourg et Gotha, duchesse de Saxe
- 28 mai 1894 — 6 janvier 1958 : Son Altesse Sérénissime la princesse Charles-Antoine de Hohenzollern

À sa naissance, en tant que petite-fille du roi Léopold Ier par son troisième fils, Philippe, comte de Flandre, la princesse Joséphine est titrée princesse de Saxe-Cobourg et Gotha et duchesse de Saxe, avec prédicat d’altesse royale, selon les titulatures de sa maison, et porte le titre d’abord officieux, puis officiel (14 mars 1891) de princesse de Belgique.
Par son mariage, elle devient princesse de Hohenzollern, avec prédicat d’altesse sérénissime.

### Héraldique
| Blason de Joséphine de Belgique | Blason  | De sable au lion d'or armé et lampassé de gueules (qui est de Belgique). Ornements extérieursTimbré d'une couronne. |
| Blason de Joséphine de Belgique | Détails | Blason de Joséphine en qualité de princesse de Belgique. Officiel.                                                  |

## Honneurs
La princesse Joséphine est décorée de :
- Dame grand-croix de l'Ordre royal de Sainte-Isabelle de Portugal, (19 juin 1894).
- Dame de l'Ordre de Sainte-Élisabeth, (Royaume de Bavière), (1900).
- Dame de l'Ordre de Louise (Empire allemand).

## Dans la littérature
Dans son roman policier intitulé Sale temps pour le gardien des morts, dont l'intrigue est liée au gardien du cimetière de Namur, dit de Belgrade, Pascal Riguelle évoque l'histoire de Joséphine de Belgique et sa tombe dans la sépulture des Sœurs Bénédictines de Sainte Lioba.

## Actes de l'État-civil
|                                                  |
| Acte de naissance de Joséphine (18 octobre 1872) |

|                                            |
| Acte de mariage de Joséphine (28 mai 1894) |